# Mats Larsson (ekonomihistoriker)
Mats Larsson, född 1953, är en svensk professor i ekonomisk historia vid Uppsala universitet och Högskolan i Dalarna. Han är även verksam vid Institutet för ekonomisk-historisk forskning vid Handelshögskolan i Stockholm.

## Biografi
Mats Larsson tog en fil.kand. i ekonomisk historia år 1975 på Uppsala universitet och doktorerade i ekonomisk historia, vid samma universitet år 1986 med avhandlingen Arbete och lön vid Bredsjö bruk: en studie av löneprinciper och lönenivåer för olika yrkeskategorier vid Bredsjö bruk 1828-1905. År 1997 blev Mats Larsson professor i ekonomisk historia, särskilt lokalsamhälleshistoria, vid Uppsala universitet och Högskolan i Dalarna och år 2001 professor i ekonomisk historia vid institutionen för ekonomisk historia vid Uppsala universitet. Han blev år 2008 chef för det tvärvetenskapliga forskningscentret Centrum för företagandets historia (på engelska kallad Uppsala Center for Business History, UCBH). Han är, 2024, professor emeritus vid Uppsala universitet och styrelseordförande i Centrum för företagandets historia.